# Adalbertbrücke
Die Adalbertbrücke war eine Straßenbrücke im Zuge der Adalbertstraße in Berlin-Mitte. Sie führte über den ehemaligen Luisenstädtischen Schifffahrtskanal, der die Spree mit dem Landwehrkanal verband. Benannt wurde die Straße nach Prinz Adalbert von Preußen (1811–1873); ebenso die fortlaufende Admiralstraße mit der Admiralbrücke.

## Geschichte

### Vorgängerbau

Längsschnitt der Adalbertbrücke vor dem Umbau

Die ursprüngliche Holzkonstruktion der Adalbertbrücke wurde wie die anderen zehn Brücken, die durch den Bau des Luisenstädtischen Schifffahrtskanals notwendig wurden, zwischen 1850 und 1852 errichtet. Da es im Frühjahr entlang des niedrigen Ufers der Spree und deren Umgebung häufig zu Hochwasserproblemen kam und, weil man wohl die Kosten einer Steinernen Brücke scheute, baute man sie allesamt aus Holz mit steinernen Landpfeilern. Daher war die so genannte Holzklappenbrücke ein beliebtes Aushilfsmittel bereits zu früheren Zeiten. Die Adalbertbrücke blieb als einzige in ihrer ursprünglicher Gestalt bis ins 20. Jahrhundert erhalten. Schließlich genügte die 9,2 m breite Brücke mit drei hölzernen Klappenpaaren und der 7,5 m weiten Mittelöffnung für die Schifffahrt dem gestiegenen Verkehrsaufkommen nicht mehr. Eine sonst zweigleisige Straßenbahn fuhr ab der Brückenrampe nur noch eingleisig über die Brücke. Aufgrund der Brückenenge und des reparaturbedürftigen Zustands wurde der Neubau der Adalbertbrücke vom Magistrat gefordert. Die Berliner Stadtverordnetenversammlung beschloss am 6. März 1902 die Realisierung der von Ludwig Hoffmann eingereichten Pläne für einen Ersatzbau, der am 30. September 1902 die landespolizeiliche Genehmigung fand. Flussaufwärts der alten Holzklappenbrücke begannen bereits einen Monat darauf die Bauarbeiten zu einer zwölf Meter breiten Hilfsbrücke für den motorisierten und den Fußgängerverkehr.

### Neubau
Zwischen 1903 und 1904 wurde die Holzkonstruktion abgetragen und an ihrer Stelle, nach Amsterdamer Vorbild, eine steinerne Bogenbrücke mit oben liegender Fahrbahn und einer Verkleidung aus Kudowa-Sandstein nach „deutscher Steinschnittmethode“ errichtet. Die Brücke schnitt den Wasserlauf unter einem Winkel von 73°. Die Stirnenbreite betrug 18,8 m und verringerte sich auf 18,2 m zwischen den Innenkanten der Geländer. Fortlaufend der Adalbertstraße betrug die Breite des Fahrdamms 11,8 Meter und die des Bürgersteigs 3,2 m. Das Gewölbe hatte eine Spannweite von 20 Metern; der Scheitel desselben lag 3,30 m über dem Wasserspiegel. Die Scheitelstärke betrug 50 cm und die Kämpferstärke 90 cm. Das Widerlager bestand aus Birkenwerder-Klinkern in Zementmörtel, und zwischen den Spundwänden befand sich das aus Beton bestehende Fundament. Das Straßenpflaster sowie die acht Gaslaternen wiesen keine speziell auf die Brücke abgestimmte Architektur auf. Die Aufmerksamkeit des Architekten und Stadtbaurat Hoffmann richtete sich auf die Gestaltung des Geländers aus 20 Reliefsteinen mit Darstellungen von Fischmotiven.
Gegen den ursprünglichen Entwurf der bildhauerischen Arbeit am Geländer von Ernst Westphal kam es zum Konflikt über das Motiv eines saufenden Schiffers. Im März 1903 wurde der Entwurf von Westphal eingereicht und bereits im Mai die Probemodelle von Hoffmann abgenommen. Zwar konnten die Seenixen und anderen Süßwassertiere durch den Steinmetz Höfner ab September des gleichen Jahres auf den Kudowa-Sandstein übertragen werden, doch das Motiv des Schiffers missfiel den neuen Stadtbaurat für Tiefbau Friedrich Krause bei einer erneuten Besichtigung im Oktober und forderte einen neuen Entwurf. Der Bauakte ist zu entnehmen:

„Der Bildhauer Westphal habe als neuen Entwurf für nachträglich ein fischlaibiges Motiv gewählt, womit Stadtbaurat Hoffmann sich nicht einverstanden erklären konnte; ein anderes und zwar ein Fisch-Kopf-Motiv fand Zustimmung von Baurat Hoffmann und Krause.“

Der Konflikt hatte zur Folge, dass nach Krauses Amtsantritt 1897 von Hoffmann, obwohl er bereits die Gestaltung für zahlreiche Brücken übernommen hatte, neben der Adalbertbrücke nur noch die Lessingbrücke und die Inselbrücke folgten.
Doch nicht genug, erhob auch der Kaiser Wilhelm II. gegen den ursprünglichen Entwurf des Geländers 1904 Einspruch. Zwar übertrug der Staat 1876 den Straßen- und Brückenbereich der Landespolizei, doch hatte der Kaiser ein Mitspracherecht. Wilhelm II. musste alle Veränderungen auf Berlins Straßen und Plätzen bewilligen und stimmte den Entwürfen in der Regel zu. An der Adalbertbrücke kritisierte er die Pfosten des Geländers wie folgt:

„… die Brüstung der Brücke in der von Allerhöchstihnen auf Blatt C eigenständig mit Blaustift angedeuteten Weise einheitlich mit runden Pfeilern auszustatten und die dazwischen projektierten viereckigen Pfeiler fortzulassen.“

Die Straßenzüge erforderten den Anschluss an die Brücke mit einer Steigung von 1:40 bzw. 1:60, dazu musste die Ufermauer auf 100 m Länge erhöht und verstärkt werden. Zunächst erhielt die Fahrbahn ein Pflaster aus Steinen, das später durch ein Holzpflaster ersetzt wurde.

### Abbruch
Da der Kanal von der Schifffahrt kaum genutzt wurde und aufgrund der auftretenden Geruchsbelästigungen durch das zu geringe Wassergefälle, beschloss der Berliner Magistrat am 16. Januar 1926, den Luisenstädtischen Schifffahrtskanal aufzugeben. Allerdings wurde dieser nur bis zur Höhe des Wasserspiegels zugeschüttet und vom Stadtgartendirektor Erwin Barth, der Idee des wohnortnahen Grüns des Landschaftsarchitekten und Stadtplaner Peter Joseph Lenné folgend, der den Entwurf für den Kanal einst lieferte, zu einer Grünanlage umgestaltet. Frühestens nach Juni 1929 wurde die Brücke abgebrochen, da die Berliner Verkehrs-Aktiengesellschaft in diesem Monat das Bezirksamt Mitte darum bat, „nach Abbruch der Adalbertbrücke […], das bereits auf den Brückenrampen vorhandene Steinpflaster in der Gleiszone zu erhalten und […] das Holzpflaster [auf der Brücke] durch ein Steinpflaster zu ersetzen.“
Mit dem Bau der Berliner Mauer im Jahr 1961 verlief bis 1990 auf diesem Abschnitt des Kanals die Grenze zwischen Ost- und West-Berlin. Zwischen 1991 und 2009 wurde die zerstörte Gartenanlage abschnittsweise rekonstruiert – die Stelle der ehemaligen Adalbertbrücke ist heute nur noch durch die Aufschüttung zu erkennen, die wie einst die Brücke die beiden Teile der Adalbertstraße verbindet.

## Ereignisse
- Auf der Kanal-Aufschüttung erinnert eine 2008 angebrachte Gedenktafel an die Maschinenstürmer, die im Oktober 1848 beim Bau des Kanals eine Dampfmaschine in das Kanalbett stürzten. Bei dem Protest kam es zu tödlichen Ausschreitungen mit der Berliner Bürgerwehr.

- Während des Kapp-Putsches, am 17. März 1920, warfen aufgebrachte Menschen mehrere Soldaten vom Kottbusser Damm sowie von der Adalbertbrücke in den Kanal.[7] An der Adalbertbrücke ertrank ein Offizier.[8]